# Harvey Milk Day
Harvey Milk Day es un día conmemorado en Estados Unidos por la organización Fundación Harvey Milk y se celebra cada año el 22 de mayo en la memoria de Harvey Milk, un activista de los derechos homosexuales asesinado en 1978.

## Significado en California
En California, Harvey Milk Day es reconocido por el gobierno del estado como un día de especial importancia para las escuelas públicas. El día fue establecido por la legislatura de California y promulgada por el gobernador Arnold Schwarzenegger en 2009.